# Italica (nave)
L'Italica è stata sia una nave da carico generale sia oceanografica, utilizzata per il supporto logistico alle esplorazioni antartiche italiane.

## Storia
Impostata nel 1980 sugli scali del cantiere navale di Vyborg, nell'allora Unione Sovietica, e completata nell'81 sulla base del progetto 1590P (23ª di una serie di 27 unità classe Pioner Moskvy, costr. n. 529), entrò in servizio nel 1983 con il nome di Jugo Navigator per la società armatrice cipriota Third World Shipping Co., battendo inizialmente bandiera liberiana e con porto di registrazione a Monrovia, presa a nolo dalla compagnia di navigazione Beogradska Plovidba (meglio nota semplicemente come Beoplov), le cui insegne, che spiccavano sul fumaiolo e le murate, furono notate per la prima volta nel 1984 facendo scalo nel porto britannico di Avonmouth. 
Successivamente passa alla Jugobrod cambiando leggermente nome in Jugonavigator, battendo bandiera jugoslava e venendo iscritta nel porto di Belgrado. 
Acquisita dalla Diamar di Pozzuoli il 31 maggio 1990, durante il passaggio di proprietà la nave muta il proprio nome, inizialmente in Zuil, per poi assumere quello definitivo di Italica nel luglio dello stesso anno; inviata ai grandi lavori per essere riadattata a missioni polari per conto della Geolab in collaborazione con il Consiglio Nazionale delle Ricerche, ne fu irrobustita la prora con l'adozione di un tagliamare rompighiaccio, l'installazione di un'elica di manovra prodiera, l'ampliamento della tuga a poppavia del fumaiolo per un ponte elicotteri, nuovi alloggi e laboratori scientifici e fu quindi utilizzata sia per campagne oceanografiche nel Mare di Ross sia per il supporto logistico dallo scalo di Lyttelton (Nuova Zelanda), trasportando mezzi, merci, carburante e personale in arrivo all'aeroporto di Christchurch, a beneficio della stazione permanente "Mario Zucchelli" e della base antartica italo-francese "Concordia" già per la missione dell'estate australe del 1990-1991, la sesta delle esplorazioni polari italiane, iniziate nel 1985. 
Dotata negli ultimi anni di un sistema di navigazione satellitare denominato MyWay, sviluppato dall'ENEA ed ottimizzato per consentirle di evitare i ghiacci di maggiore spessore permettendole di seguire rotte di avvicinamento più agevoli attraverso la banchisa, con il suo rientro a Ravenna, il 3 aprile 2017, ha concluso l'attività polare, assumendo successivamente il nome di Alica e cambiando bandiera con quella delle Palau per essere successivamente venduta per la demolizione al Plot No. 24-N di Alang, in India, dove è stata arenata il 24 giugno dello stesso anno per il suo destino finale.